# Eisothistos andamanensis
Eisothistos andamanensis är en kräftdjursart som beskrevs av Brian Frederick Kensley och Marilyn Schotte 2000. Eisothistos andamanensis ingår i släktet Eisothistos och familjen Expanathuridae. Inga underarter finns listade i Catalogue of Life.